# Il libro magico
Il libro magico (Un Lun Dun) è un romanzo fantasy di China Miéville.

## Trama
Rottombrello (un ombrello rotto), Obadì Fing (un enorme puntaspilli) e Caglio (un cartone di latte vuoto) vivono in una città segreta. In questa città finiscono tutti gli oggetti rotti e gettati via di Londra. Nella città segreta esiste una profezia che annuncia l'arrivo di un eroe, atteso da tutta la popolazione della metropoli oscura.
Un giorno due ragazzine di dodici anni, di nome Zanna e Deeba, trovano l'ingresso della città e per molti sono loro due le protagoniste della profezia, destinate a liberare gli abitanti della città oscura.

## Accoglienza
Il libro magico ha ottenuto ottimi riscontri dalla critica, aggiudicandosi il premio Locus per il miglior libro per ragazzi. 

## Edizioni
- China Miéville, Il libro magico, traduzione di Nello Giugliano, Collana Ragazzi, Fanucci, 2007,  p. 352, ISBN 9788834713327.